# Bridge End, Irland
Bridge End är en ort i republiken Irland.   Den ligger i grevskapet County Donegal och provinsen Ulster, i den norra delen av landet, 200 km norr om huvudstaden Dublin. Bridge End ligger 7 meter över havet och antalet invånare är 497.
Terrängen runt Bridge End är kuperad åt nordväst, men åt sydost är den platt.Runt Bridge End är det ganska tätbefolkat, med 111 invånare per kvadratkilometer. Närmaste större samhälle är Buncrana, 11,1 km norr om Bridge End. Trakten runt Bridge End består i huvudsak av gräsmarker.